# Tale e quale show - Il torneo (settima edizione)
La settima edizione del talent show Tale e quale show - Il torneo (spin-off di Tale e quale show) è andata in onda dal 2 al 23 novembre 2018 su Rai 1 per quattro puntate in prima serata sempre con la conduzione di Carlo Conti.
L'edizione è stata vinta da Federico Angelucci, davanti ad Alessandra Drusian e Antonio Mezzancella.

## Il programma
Questo spin-off prevede una gara fra dodici VIP. Data la rinuncia di Marco Carta, vincitore della scorsa edizione del programma principale, a sfidarsi sono i primi quattro classificati della Categoria Uomini e le prime tre classificate della Categoria Donne dell'ottava edizione del programma e il secondo e il terzo classificato della Categoria Uomini e le prime tre classificate della Categoria Donne della settima edizione del programma, impegnati nell'imitazione di personaggi celebri del mondo della canzone, attraverso la reinterpretazione dei brani di questi ultimi dal vivo. Al termine della serata vengono sottoposti al giudizio di una giuria. Ogni giurato dichiara i suoi voti per ciascun concorrente al termine della puntata, assegnando da cinque a sedici punti. Inoltre, ciascun concorrente in gara deve dare cinque punti ad uno dei concorrenti, o a se stesso, che si sommano a quelli assegnati dalla giuria, determinando così la classifica della puntata. Ogni settimana si riparte poi dai punti accumulati dai concorrenti nelle puntate precedenti, arrivando poi al vincitore assoluto del programma, decretato all'ultima puntata attraverso una classifica che tiene conto per il 60% del televoto e per il restante 40% della somma dei punti accumulati dai concorrenti nelle quattro puntate.

## Cast

### Concorrenti

#### Uomini
| Concorrente         | Edizione di provenienza | Posizione |
| ------------------- | ----------------------- | --------- |
| Filippo Bisciglia   | 7ª edizione             | 3º posto  |
| Federico Angelucci  | 7ª edizione             | 4º posto  |
| Antonio Mezzancella | 8ª edizione             | 1º posto  |
| Giovanni Vernia     | 8ª edizione             | 4º posto  |
| Massimo Di Cataldo  | 8ª edizione             | 5º posto  |
| Andrea Agresti      | 8ª edizione             | 6º posto  |

#### Donne
| Concorrente        | Edizione di provenienza | Posizione |
| ------------------ | ----------------------- | --------- |
| Annalisa Minetti   | 7ª edizione             | 2º posto  |
| Alessia Macari     | 7ª edizione             | 7º posto  |
| Valeria Altobelli  | 7ª edizione             | 8º posto  |
| Alessandra Drusian | 8ª edizione             | 2º posto  |
| Roberta Bonanno    | 8ª edizione             | 3º posto  |
| Vladimir Luxuria   | 8ª edizione             | 8º posto  |

### Giudici
La giuria è composta da:
- Loretta Goggi
- Vincenzo Salemme
- Giorgio Panariello

#### Quarto giudice
Anche in questo torneo la giuria viene affiancata dalla presenza di un quarto giudice a rotazione, che partecipa al voto delle esibizioni e stila una propria classifica. Nella tabella sottostante sono riportati i personaggi che hanno ricoperto di volta in volta il suddetto ruolo.
| Puntata | Messa in onda    | Quarto giudice       |
| 1       | 2 novembre 2018  | Gabriele Cirilli     |
| 2       | 9 novembre 2018  | Luca Argentero       |
| 3       | 16 novembre 2018 | Antonella Clerici    |
| 4       | 23 novembre 2018 | Leonardo Pieraccioni |

### Coach
Coach dei concorrenti sono:
- Maria Grazia Fontana: vocal coach
- Pinuccio Pirazzoli: maestro d'orchestra
- Emanuela Aureli: imitatrice
- Fabrizio Mainini: coreografo
- Daniela Loi: vocal coach
- Matteo Becucci: vocal coach

## Puntate

### Prima puntata
La prima puntata è andata in onda il 2 novembre 2018 ed è stata vinta da Roberta Bonanno che ha interpretato Amy Winehouse in Back to Black.
| Ordine | Canzone e cantante imitato                      | Concorrente         | Punteggio | Panariello | Goggi | Salemme | Cirilli | Concorrenti |
| ------ | ----------------------------------------------- | ------------------- | --------- | ---------- | ----- | ------- | ------- | ----------- |
| 3      | Back to Black - Amy Winehouse                   | Roberta Bonanno     | 69        | 16         | 16    | 16      | 16      | 5           |
| 1      | Portami via - Fabrizio Moro                     | Antonio Mezzancella | 66        | 15         | 15    | 13      | 13      | 10          |
| 11     | Vieni da me - Le Vibrazioni                     | Andrea Agresti      | 57        | 14         | 14    | 14      | 15      | -           |
| 6      | Careless Whisper - George Michael               | Federico Angelucci  | 54        | 11         | 12    | 15      | 11      | 5           |
| 8      | Because the Night - Patti Smith                 | Vladimir Luxuria    | 53        | 8          | 13    | 8       | 14      | 10          |
| 7      | Lugano addio - Ivan Graziani                    | Annalisa Minetti    | 47        | 9          | 10    | 10      | 8       | 10          |
| 5      | Una lacrima sul viso - Bobby Solo               | Massimo Di Cataldo  | 47        | 12         | 9     | 11      | 10      | 5           |
| 4      | Per colpa di chi? - Zucchero                    | Filippo Bisciglia   | 42        | 10         | 11    | 9       | 12      | -           |
| 10     | The Final Countdown - Europe                    | Alessandra Drusian  | 41        | 6          | 7     | 12      | 6       | 10          |
| 9      | Ci vuole orecchio - Enzo Jannacci               | Giovanni Vernia     | 33        | 13         | 6     | 7       | 7       | -           |
| 2      | Montagne verdi - Marcella Bella                 | Alessia Macari      | 30        | 7          | 8     | 5       | 5       | 5           |
| 12     | I'll Never Love This Way Again - Dionne Warwick | Valeria Altobelli   | 25        | 5          | 5     | 6       | 9       | -           |

- Quarto giudice: Gabriele Cirilli

### Seconda puntata
La seconda puntata è andata in onda il 9 novembre 2018 ed è stata vinta da Federico Angelucci che ha interpretato Liza Minnelli in New York, New York.
| Ordine | Canzone e cantante imitato                      | Concorrente         | Punteggio | Panariello | Goggi | Salemme | Argentero | Concorrenti |
| ------ | ----------------------------------------------- | ------------------- | --------- | ---------- | ----- | ------- | --------- | ----------- |
| 7      | New York, New York - Liza Minnelli              | Federico Angelucci  | 84        | 16         | 16    | 16      | 16        | 20          |
| 11     | Sere nere - Tiziano Ferro                       | Antonio Mezzancella | 66        | 14         | 14    | 13      | 15        | 10          |
| 3      | La donna del mio amico - Roby Facchinetti       | Andrea Agresti      | 62        | 13         | 15    | 15      | 14        | 5           |
| 5      | Try - Pink                                      | Annalisa Minetti    | 59        | 15         | 13    | 14      | 12        | 5           |
| 1      | A mano a mano - Rino Gaetano                    | Filippo Bisciglia   | 53        | 8          | 12    | 12      | 11        | 10          |
| 2      | I Will Survive - Gloria Gaynor                  | Roberta Bonanno     | 45        | 12         | 10    | 10      | 13        | -           |
| 4      | L'aria del sabato sera - Loretta Goggi          | Alessandra Drusian  | 41        | 9          | 11    | 11      | 10        | -           |
| 6      | Storie di tutti i giorni - Riccardo Fogli       | Massimo Di Cataldo  | 37        | 7          | 6     | 9       | 5         | 10          |
| 8      | Fuori dal tunnel (del divertimento) - Caparezza | Vladimir Luxuria    | 35        | 10         | 8     | 8       | 9         | -           |
| 10     | 24K Magic - Bruno Mars                          | Giovanni Vernia     | 32        | 11         | 7     | 7       | 7         | -           |
| 12     | Boys (Summertime Love) - Sabrina Salerno        | Alessia Macari      | 27        | 6          | 9     | 6       | 6         | -           |
| 9      | Dio come ti amo - Gigliola Cinquetti            | Valeria Altobelli   | 23        | 5          | 5     | 5       | 8         | -           |

- Quarto giudice: Luca Argentero
- Ospiti: Roby Facchinetti e Riccardo Fogli

### Terza puntata
La terza puntata è andata in onda il 16 novembre 2018 ed è stata vinta da Alessandra Drusian che ha interpretato Antonella Ruggiero in Ti sento.
| Ordine | Canzone e cantante imitato                 | Concorrente         | Punteggio | Panariello | Goggi | Salemme | Clerici | Concorrenti |
| ------ | ------------------------------------------ | ------------------- | --------- | ---------- | ----- | ------- | ------- | ----------- |
| 9      | Ti sento - Antonella Ruggiero              | Alessandra Drusian  | 67        | 16         | 16    | 16      | 14      | 5           |
| 10     | Cuban Pete - Jim Carrey                    | Giovanni Vernia     | 62        | 15         | 11    | 11      | 15      | 10          |
| 6      | Grace Kelly - Mika                         | Antonio Mezzancella | 58        | 14         | 15    | 12      | 12      | 5           |
| 8      | You Are My Destiny - Paul Anka             | Andrea Agresti      | 55        | 10         | 14    | 15      | 16      | -           |
| 5      | Luce (tramonti a nord est) - Elisa         | Valeria Altobelli   | 50        | 11         | 12    | 8       | 9       | 10          |
| 4      | Angels - Robbie Williams                   | Federico Angelucci  | 50        | 12         | 10    | 10      | 13      | 5           |
| 1      | Cinque giorni - Michele Zarrillo           | Filippo Bisciglia   | 44        | 8          | 7     | 9       | 10      | 10          |
| 12     | Do You Really Want to Hurt Me - Boy George | Vladimir Luxuria    | 41        | 13         | 6     | 14      | 8       | -           |
| 2      | Whenever, Wherever - Shakira               | Alessia Macari      | 38        | 7          | 13    | 6       | 7       | 5           |
| 11     | Per Elisa - Alice                          | Annalisa Minetti    | 35        | 9          | 8     | 7       | 6       | 5           |
| 7      | La forza della vita - Paolo Vallesi        | Massimo Di Cataldo  | 34        | 5          | 5     | 13      | 11      | -           |
| 3      | Gente come noi - Ivana Spagna              | Roberta Bonanno     | 30        | 6          | 9     | 5       | 5       | 5           |

- Quarto giudice: Antonella Clerici
- Ospiti: Ivana Spagna[4] e Paolo Vallesi

### Quarta puntata
La quarta puntata è andata in onda il 23 novembre 2018 ed è stata vinta da Federico Angelucci che ha interpretato Andrea Bocelli in Il mare calmo della sera. Questa puntata ha inoltre decretato Federico Angelucci vincitore del torneo.
| Ordine | Canzone e cantante imitato                    | Concorrente         | Punteggio | Panariello | Goggi | Salemme | Pieraccioni | Concorrenti |
| ------ | --------------------------------------------- | ------------------- | --------- | ---------- | ----- | ------- | ----------- | ----------- |
| 8      | Il mare calmo della sera - Andrea Bocelli     | Federico Angelucci  | 74        | 16         | 16    | 16      | 16          | 10          |
| 10     | Sognami - Biagio Antonacci                    | Antonio Mezzancella | 63        | 15         | 15    | 13      | 15          | 5           |
| 5      | I'm Outta Love - Anastacia                    | Roberta Bonanno     | 58        | 12         | 14    | 15      | 12          | 5           |
| 9      | Chandelier - Sia                              | Alessia Macari      | 53        | 13         | 13    | 14      | 13          | -           |
| 6      | Quando - Pino Daniele                         | Filippo Bisciglia   | 50        | 11         | 12    | 9       | 8           | 10          |
| 12     | Knock on Wood - Amii Stewart                  | Annalisa Minetti    | 48        | 8          | 8     | 12      | 10          | 10          |
| 3      | Almeno tu nell'universo - Mia Martini         | Valeria Altobelli   | 47        | 14         | 6     | 6       | 11          | 10          |
| 1      | Come si cambia - Fiorella Mannoia             | Alessandra Drusian  | 44        | 10         | 10    | 10      | 14          | -           |
| 2      | Stayin' Alive - Barry Gibb                    | Massimo Di Cataldo  | 36        | 7          | 11    | 11      | 7           | -           |
| 4      | Prisencolinensinainciusol - Adriano Celentano | Giovanni Vernia     | 31        | 9          | 9     | 7       | 6           | -           |
| 7      | Donatella - Donatella Rettore                 | Andrea Agresti      | 30        | 5          | 7     | 8       | 5           | 5           |
| 11     | Roma forestiera - Gabriella Ferri             | Vladimir Luxuria    | 30        | 6          | 5     | 5       | 9           | 5           |

- Quarto giudice: Leonardo Pieraccioni

## Cinque punti dei concorrenti
| Puntata | Agresti     | Altobelli | Angelucci   | Bisciglia   | Bonanno    | Di Cataldo | Drusian   | Luxuria   | Macari      | Mezzancella | Minetti   | Vernia      |
| ------- | ----------- | --------- | ----------- | ----------- | ---------- | ---------- | --------- | --------- | ----------- | ----------- | --------- | ----------- |
| 1       | Bonanno     | Luxuria   | Minetti     | Mezzancella | Angelucci  | Drusian    | Macari    | Minetti   | Mezzancella | Di Cataldo  | Luxuria   | Drusian     |
| 2       | Di Cataldo  | Angelucci | Mezzancella | Angelucci   | Di Cataldo | Agresti    | Minetti   | Angelucci | Angelucci   | Bisciglia   | Bisciglia | Mezzancella |
| 3       | Mezzancella | Bisciglia | Bisciglia   | Altobelli   | Minetti    | Bonanno    | Vernia    | Macari    | Drusian     | Angelucci   | Vernia    | Altobelli   |
| 4       | Mezzancella | Angelucci | Altobelli   | Bonanno     | Bisciglia  | Minetti    | Altobelli | Angelucci | Luxuria     | Agresti     | Bisciglia | Minetti     |

## Classifiche

### Classifica generale
| Posizione | Concorrente         | Punti |
| --------- | ------------------- | ----- |
| 1         | Federico Angelucci  | 262   |
| 2         | Antonio Mezzancella | 253   |
| 3         | Andrea Agresti      | 204   |
| 4         | Roberta Bonanno     | 202   |
| 5         | Alessandra Drusian  | 193   |
| 6         | Filippo Bisciglia   | 189   |
| 6         | Annalisa Minetti    | 189   |
| 8         | Vladimir Luxuria    | 159   |
| 9         | Giovanni Vernia     | 158   |
| 10        | Massimo Di Cataldo  | 154   |
| 11        | Alessia Macari      | 148   |
| 12        | Valeria Altobelli   | 145   |

| Posizione | Concorrente         | Punti |
| --------- | ------------------- | ----- |
| 1         | Federico Angelucci  | 262   |
| 2         | Antonio Mezzancella | 253   |
| 3         | Andrea Agresti      | 204   |
| 4         | Roberta Bonanno     | 202   |
| 4         | Alessandra Drusian  | 193   |
| 6         | Annalisa Minetti    | 189   |
| 7         | Filippo Bisciglia   | 189   |
| 8         | Vladimir Luxuria    | 159   |
| 9         | Giovanni Vernia     | 158   |
| 10        | Massimo Di Cataldo  | 154   |
| 11        | Alessia Macari      | 148   |
| 12        | Valeria Altobelli   | 145   |

### Classifica finale
Il risultato della classifica generale, decretato dalla giuria, è stato trasformato in percentuale (con peso del 40%) ed è stato sommato al risultato del televoto (aperto durante l'ultima puntata), anch'esso trasformato in percentuale (con peso del 60%), per determinare la classifica finale.
| Posizione | Concorrente         | Giuria | Televoto | Finale |
| --------- | ------------------- | ------ | -------- | ------ |
| 1         | Federico Angelucci  | 11,61% | 24,78%   | 19,51% |
| 2         | Alessandra Drusian  | 8,55%  | 18,47%   | 14,50% |
| 3         | Antonio Mezzancella | 11,21% | 9,90%    | 10,42% |
| 4         | Roberta Bonanno     | 8,95%  | 7,30%    | 7,96%  |
| 5         | Filippo Bisciglia   | 8,38%  | 6,10%    | 7,01%  |
| 6         | Valeria Altobelli   | 6,43%  | 7,20%    | 6,89%  |
| 7         | Massimo Di Cataldo  | 6,83%  | 6,77%    | 6,79%  |
| 8         | Andrea Agresti      | 9,04%  | 4,79%    | 6,49%  |
| 9         | Annalisa Minetti    | 8,38%  | 3,97%    | 5,73%  |
| 10        | Giovanni Vernia     | 7,00%  | 4,56%    | 5,53%  |
| 11        | Vladimir Luxuria    | 7,05%  | 4,01%    | 5,22%  |
| 12        | Alessia Macari      | 6,56%  | 2,16%    | 3,92%  |

## Tale e quale pop
Come nella precedente edizione, in ogni puntata vi è un piccolo spazio dedicato alla messa in onda di alcuni tra i video inviati dai telespettatori alla redazione del programma, nei quali si cimentano nell'imitazione canora di un personaggio del panorama musicale italiano o estero. Il protagonista del miglior video, a giudizio degli autori, è stato invitato negli studi di Tale e quale show per essere sottoposto ad una trasformazione completa nel personaggio imitato, documentata da una registrazione video pubblicata sul sito web del programma, per poi esibirsi dal vivo durante l'ultima puntata. Il vincitore è stato Rosario Tedesco che ha interpretato Francesco De Gregori in Generale.

## Ascolti
| Puntata | Messa in onda    | Telespettatori | Share  |
| ------- | ---------------- | -------------- | ------ |
| 1       | 2 novembre 2018  | 4 241 000      | 20,82% |
| 2       | 9 novembre 2018  | 4 103 000      | 20,27% |
| 3       | 16 novembre 2018 | 4 397 000      | 21,61% |
| 4       | 23 novembre 2018 | 4 602 000      | 23,04% |
| Media   | Media            | 4 336 000      | 21,44% |